# Crassomicrodus nigrithorax
Crassomicrodus nigrithorax är en stekelart som beskrevs av Muesebeck 1927. Crassomicrodus nigrithorax ingår i släktet Crassomicrodus och familjen bracksteklar. Inga underarter finns listade i Catalogue of Life.